# 10311 Fantin-Latour
A 10311 Fantin-Latour (ideiglenes jelöléssel 1990 QL9) a Naprendszer kisbolygóövében található aszteroida. Eric Walter Elst fedezte fel 1990. augusztus 16-án.